# Effloresce
Effloresce è un album del gruppo britannico Oceansize, pubblicato nel 2003 dalla Beggars Banquet Records.

## Tracce
1. I Am The Morning – 4:18
2. Catalyst – 6:40
3. One Day All This Could Be Yours – 4:19
4. Massive Bereavement – 9:59
5. Rinsed – 3:58
6. You Wish – 6:00
7. Remember Where You Are – 5:22
8. Amputee – 5:32
9. Unravel – 2:50
10. Women Who Love Men Who Love Drugs – 8:30
11. Saturday Morning Breakfast Show – 9:04
12. Long Forgotten – 8:57

## Formazione
- Mike Vennart – chitarra, voce
- Steve Durose – chitarra, voce
- Stanley Posselthwaite (Gambler) – chitarra
- Jon Ellis – basso, tastiere
- Mark Heron – batteria
- Chris Sheldon – produzione (con gli Oceansize), missaggio
- Adrian Newton – Assistant engineer
- Louis Read – Assistant engineer
- Dario Dendi – Assistant engineer
- Jack Clark – Assistant engineer
- Martin & Kimberly McCarrick – violoncello, violino, viola (Massive Bereavement e Long Forgotten)
- Claire Lemmon – voce (Massive Bereavement e Saturday Morning Breakfast Show).